# Шередарь (благотворительный фонд)
Благотворительный фонд «Шередарь» — российский негосударственный благотворительный фонд, проводящий реабилитационные программы для детей и взрослых от 7 до 35 лет, переживших онкологические,  гематологические и другие тяжёлые заболевания или получивших травматический опыт. Работает по международной методике терапевтической рекреации (TR).

## Общие сведения
Благотворительный фонд «Шередарь» помогает детям и молодым взрослым, которые перенесли онкологические заболевания или столкнулись с травматическим опытом. Фонд стал первой некоммерческой организацией в России, которая начала проводить бесплатные программы социально-психологической реабилитации для переболевших детей и их семей.
Это инклюзивный лагерь, адаптированный для ребят с разными особенностями здоровья и потребностями, расположенный в экологически чистом районе Владимирской области на берегу реки Шередарь.
На программе, длящейся в течение 7-8 дней, с детьми работают волонтеры. Программы являются бесплатными.

## История
Проект фонда зародился в «Подари жизнь» при Галине Чаликовой, а затем вырос в самостоятельный фонд «Шередарь» (официально зарегистрирован 23 ноября 2012 года). Параллельно с проведением программ фонд «Шередарь» построил первый в России реабилитационный центр для детей, переживших онкологические, гематологические и другие тяжелые заболевания (первый камень был заложен учредителем фонда Михаилом Бондаревым и губернатором Владимирской области).
В 2014 году прошла первая зимняя смена для детей, перенесших тяжелые заболевания, на базе дома отдыха «ВКС-Кантри».
В 2016 году зародился кинофорум «Шередарь» и был открыт первый в России инклюзивный веревочный парк.
В 2018 году «Шередарь» стал лауреатам конкурса “Доброволец России 2018” и получил награду как лучший волонтерский центр.
В 2023 году было начато строительство нового центра «ШереШередарь».

## Направления деятельности
Фонд «Шередарь» всесторонне занимается реабилитацией детей, переживших онкологические, гематологические и другие тяжелые заболевания. Фонд ведет несколько направлений:
- Волонтёрская работа — подготовка волонтёров реабилитационных программ
- Просветительская деятельность. На базе реабилитационного центра фонд ежегодно проводит межрегиональную конференцию для специалистов сферы реабилитации (представители НКО и медицинских учреждений). Поделиться опытом и получить советы экспертов в области детской реабилитации приезжают специалисты из самых разных регионов России, а также из-за рубежа.
- Реабилитация детей — восьмидневная программа для детей в возрасте 7-12 лет
- Реабилитация подростков — восьмидневная программа для подростков в возрасте 13-17 лет
- Реабилитация сиблингов — восьмидневная программа для здоровых братьев и сестер детей, перенесших тяжелые заболевания в возрасте 7-12 лет
- Реабилитация молодых взрослых 18-35 лет
- Реабилитация подростков 12-17 лет, пострадавших в результате военных действий или терактов
- Строительство и благоустройство первого в России реабилитационного центра для детей, переживших онкологические, гематологические и другие тяжелые заболевания[3]
- Фандрайзинг

Посадка аллеи дружбы на территории реабилитационного центра «Шередарь»

Реабилитационный центр «Шередарь» расположен в посёлке Сосновый Бор (Петушинский район, граница Московской и Владимирской области, 95-й км Горьковского шоссе). Общая площадь территории ДОРЦ «Шередарь» составляет 148 340 м².